# Count Five
Count Five was een Amerikaanse garagerockband uit San Jose. De band werd in 1964 als Citations opgericht door Roy Chaney en John "Mouse" Michalski. Na enkele wisselingen in de bezetting werd de naam Count Five aangenomen. Onder deze naam werd één album uitgebracht. In 1969 viel de band uit elkaar. Count Five geniet voornamelijk bekendheid vanwege de hit Psychotic reaction, afkomstig van het gelijknamige album.

## Bezetting
- Craig Atkinson[4] (drums)
- John Byrne[5] (slaggitaar)
- John Michalski[6] (gitaar)
- Kenn Ellner[7] (zang, tamboerijn, mondharmonica)
- Roy Chaney[8] (basgitaar)
- Phil Evans (piano)
- Skip Cordell (drums)
- David Eugene McDowell (gitaar)

## Geschiedenis
De vrienden Roy Chaney en John "Mouse" Michalski formeerden in 1964 de surfband Citations. Chaney speelde basgitaar en Michalski gitaar. Skip Cordell werd aangesteld als drummer. In 1965 zochten Chaney en Michalski een zanger. Na audities gehouden te hebben, haalden ze Kenn Ellner binnen de gelederen, evenals pianist Phil Evans. De muziek schoof op richting British Invasion en rhythm-and-blues en de band nam de naam The Squires aan. Na ongeveer een jaar voegde Cordell zich bij een andere band en Evans vertrok om persoonlijke redenen. Ellners buurman John Byrne werd gevraagd om de band te versterken. De twee bedachten de nieuwe naam Count Five. Het idee om op te treden in Dracula-kostuums is eveneens van hun afkomstig. De band bestond toen uit Byrne op slaggitaar en als zanger, Ellner op tamboerijn, mondharmonica en als zanger, Michalski op gitaar, Chaney op bas en Craig Atkinson als drummer.
Na enkele mislukte pogingen om een platenlabel te vinden, tekende de band bij Double Shot Records. In 1966 werd op dat label Psychotic reaction uitgebracht als single, afkomstig van het gelijknamige album. Tegen het einde van het jaar belandde de single op #5 in de Billboard Hot 100. Ook in het buitenland werd de single goed ontvangen. In Canada kwam ze op #3 terecht in de RPM 100. De band genoot succes en trad onder andere op tijdens American Bandstand, maar wist dit momentum niet vast te houden. Psychotic reaction was hun enige hit. Daar kwam nog bij dat vier van de vijf leden besloten terug naar school te gaan en hun diploma te halen. In de laatste maanden van hun bestaan vonden ze in David Eugene McDowell een nieuwe gitarist maar daarna was het al snel klaar.
In 1972 verscheen het verzamelalbum Nuggets: Original artyfacts from the first psychedelic era, 1965–1968 met garage- en psychedelische-rocksingles. Dit werk werd goed ontvangen en leidde tot een hernieuwde interesse in deze muziek uit de jaren 1960, zo ook in de muziek van Count Five. Er werden verschillende verzamelalbums van de band uitgebracht en op 11 april 1987 werd een reünieconcert gegeven. De opnamen hiervan werden uitgebracht op het livealbum Psychotic reunion live!.

## Discografie

### Studioalbum
- Psychotic reaction, 1966

### Verzamelalbums
- Dynamite incidents, 1983
- Psychotic reaction, 1987
- Rarities: the double shot years, 2014

### Livealbum
- Psychotic reunion live!, 1987

### Singles
- Psychotic reaction / They're gonna get you, 1966
- Peace of mind / The morning after, 1966
- Teeny bopper, teeny bopper / You must believe me, 1967
- Contrast / Merry-go-round, 1967
- Declaration of independence / Revelation in slow motion, 1968
- Mailman / Pretty big mouth, 1969